# Oratorio di San Pietro (Imperia)
L'attuale oratorio di San Pietro Apostolo è considerato, sulla scorta di affermazioni di alcuni storici ottocenteschi, il più antico edificio religioso della città di Imperia. Tuttavia, non si hanno documenti che permettano di stabilire con certezza la data della prima costruzione, che viene stimata al XII secolo o XIII secolo. Sacello della Compagnia dei Mercanti, divenne in seguito proprietà delle famiglie De Verdonis (1400) e Barla (1500) che lo trasformarono in cappella gentilizia. Dall'11 settembre 1599 appartiene alla Compagnia dei Disciplinanti sotto gli auspici di San Pietro Apostolo, il cui nome fu poi semplificato in Confraternita di san Pietro Apostolo, e solo da tale data possiamo fissare la sua storia come edificio sacro destinato al culto Confraternale.
L'attuale forma dell'oratorio, in stile barocco, risale alla fine del XVIII secolo ed è opera dell'architetto Semeria; la facciata, con porticato e scalinate laterali, si deve al maestro milanese Giovanni Bossetti (1789).

## Ubicazione
L'oratorio di san Pietro è situato nel rione medioevale di Porto Maurizio detto "Parasio". 
Dalla piazzetta antistante alla facciata, da cui si ha un'ampia vista sul mare, si accede alle Logge di Santa Chiara, costruite sulle antiche mura medievali. Un carrugio separa la chiesa da Palazzo Lavagna mentre Palazzo Acquarone si erge alle sue spalle.

## Storia

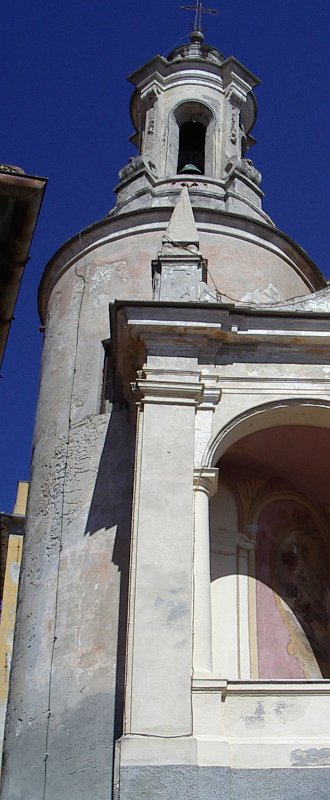
Particolare del campanile sulla torre di avvistamento

La struttura primitiva, di dimensioni ridotte rispetto all'attuale, presentava la porta di ingresso, affiancata da due finestrelle, su quella che è ora la parete laterale sinistra, di fronte al Palazzo Lavagna. Nella chiesa si svolsero per molto tempo, oltre alle funzioni religiose, le attività politiche e finanziarie della Compagnia dei Mercanti, di cui si sono conservati fino ad oggi gli originali di alcuni atti e contratti commerciali.
Anche la vicina torre fortificata, facente parte delle antiche mura medioevali di Porto Maurizio definitivamente demolite a metà seicento,  in origine di proprietà della nobile famiglia Pagliari, fu utilizzata per un certo periodo con scopi diversi da quelli originali:
La Chiesa era considerata tra le più importanti di Porto Maurizio e,, ricevette dal Comune ingenti somme di denaro. Ne fa fede la sua menzione negli  "statuti" cittadini" del 1405.
Nel XV secolo l'oratorio passò alla famiglia De Verdonis che eseguì lavori di manutenzione; nel 1511 ne divennero proprietari i nobili Barla che lo cedettero, l'11 settembre 1599 alla neo costituita Confraternita.
L'oratorio fu ampliato verso sud sui resti delle antiche fortificazioni. Fu completato nel biennio 1790-91 con la costruzione della porta maggiore, del campanile, della facciata, del loggiato e della scalinata verso ponente.
Negli anni precedenti, nel periodo 1788/89si terminò la realizzazione delle lunghe file di panche in legno scuro lungo tutto il perimetro interno della chiesa, necessarie per l'uso liturgico dell'Uffizio, cantato dai confratelli a cori alterni.
Il campanile, di piccole dimensioni, si erge sull'antica torre di avvistamento, in linea con una fortificazione di guardia situata sul mare in zona Garbella, e chiamata "torre di Prarola" edificata nel 1564 in funzione anti barbaresca,  per difendere la nostra costa dagli assalti dei corsari provenienti dalla "barberia" e cioè dalle coste del nord Africa.
Sempre nel biennio 1790 e 1791 Tomaso Carrega dipinse l'interno. 
Nel 1837, l'11 marzo,  quando venne "sconsacrata" la vecchia chiesa parrocchiale eretta nel borgo medioevale nel 1462, il grande crocifisso, detto "Cristo Nero" venne portato in oratorio. Attualmente è visibile, completamente restaurato e riportato all'antico splendore seicentesco, sulla parete sinistra dell'altare. 
Nel 1851 la maestosa ed elegante scala a forma di piramide della facciata, che permetteva l'accesso alla loggetta e all'ingresso principale,  fu "tagliata" e sostituita con un'altra di dimensioni minori per aumentare la superficie della piazza antistante.
Alcuni momenti della storia dell'oratorio, seppure non supportati da documenti coevi cartacei,  sono richiamati nella lapide murata sopra la porta laterale:
| QUESTO ORATORIO DI S. PIETRO APOSTOLO ACCOLSE LE PRIME COMPAGNIE MERCANTILI PROMOTRICI DELLE CONVENZIONI CON GENOVA A.D. 1252 ————— LA CONFRATERNITA ISTITUITASI L'ANNO 1595 L'EBBE DALLA FAMIGLIA BARLA E LO RESTAURÒ. FU IN MORIA, OSPIZIO, IN CARESTIA GRANAIO DELLA COMUNITÀ PARLAMENTO ————— RICOSTRUITO AMPLIATO A.D. 1752 |

## Esterno
La facciata costituisce un esempio di barocco ligure e fu progettata da Giovanni Bossetti «con richiami stilistici evidenti allo schema compositivo di San Carlo di Via Balbi a Genova, dovuto all'architetto Bartolomeo Bianco».
Lo stile dominante barocco è evidente soprattutto nei due lievi accenni di voluta del timpano, nelle cornici e nelle tre arcate della loggia. Tendono invece già al neoclassico i pennacchi piramidali.
Il timpano è ornato lateralmente da un doppio ordine di lesene con capitelli, al centro da un decoro in terracotta con il triregno e le chiavi di San Pietro.  Il rilievo, eseguito dall'imperiese Luigi Varese, è sormontato dalla scritta:
NON PRÆVALEBUNT
e sovrasta l'iscrizione in latino, tratta dal vangelo di Matteo, incisa su un foglio leggermente arrotolato ai lati, anch'esso in terracotta:
TU ES PETRUS
ET SUPER HANC PETRAM
ÆDIFICABO ECCLESIAM
MEAM
Il campanile, dalla forma originale, presenta anch'esso, come la facciata, stucchi e decorazioni barocche ad opera del Varese, mentre le pitture sono di Maurizio Carrega.
Il loggiato si compone di tre arcate su colonne binate.
La volta dell'arcata centrale è affrescata con decorazioni floreali che formano una ghirlanda sorretta da quattro putti.
Sopra la grande porta, affiancata da doppie lesene con capitelli, risalta una scritta in latino che riporta gli anni in cui la chiesa subì le principali modifiche. 

## Interno
L'oratorio, a pianta rettangolare, presenta un'unica grande navata con volta a botte.
Le pareti sono riccamente affrescate con scene tratte dagli Atti degli Apostoli, dal Vangelo, e intervallate da immagini in bianco e nero, raffiguranti dieci degli apostoli. Il resto delle pitture riguardano angeli e persone del popolo, protagonisti di scene che continuano senza interruzione nell'immenso affresco della volta.
L'artefice di tale decorazione fu il pittore Tomaso Carrega di Porto Maurizio che ricevette l'incarico dal priore Leonardo Guasco nel giugno 1789.
Tomaso era nato in una famiglia di artisti pittori: Il padre Francesco Carrega, che si ispirava alla scuola romana del Batoni, affrescò alcune cappelle private in città, mentre il fratello Maurizio, allievo del maestro napoletano Placido Costanzo, fu non solo affreschista, ma anche pittore di tele in città e in provincia
In fondo alla navata si erge l'imponente altare seicentesco, rivestito di marmi policromi ed ornato da colonne in marmo verde scuro. Esso si apre verso l'alto a ventaglio su tre ordini di piani. 
In origine a due soli piani, fu modificato nella forma attuale e staccato dal muro nei primi anni dell'Ottocento. (nota di A.T. Gazo, priore, 1821 - archivio)
Al centro dell'altare si trova il tabernacolo con colonnine bianche,
Lungo le pareti laterali, fino ai lati dell'altare maggiore, si susseguono i banchi in noce scuro, dalle alte spalliere decorate con sculture e motivi geometrici diversi, create nel 1789, e opera di artigiani locali. Fino ai recenti restauri dell'intero 'coro' ligneo, al di sopra delle spalliere erano visibili centinaia di piccole lampade votive, installate nei primi anni '60 una accanto all'altra, dedicate ai confratelli e benefattori defunti. 
Ai due lati della porta principale troneggiano due banchi più alti e finemente intarsiati, riservati un tempo al Priore e al Vice Priore. Il primo reca uno stemma ligneo con i simboli del triregno pontificio, l'altro lo stemma con doppia croce di Lorena su due chiavi incrociate.
L'originale disposizione delle panche, unica in tutte le chiese di Imperia, lascia libera l'area centrale.
L'organo dell'oratorio fu costruito nel 1694 da Mastro Carlo Peretti, detto il Milanese, per conto della Confraternita dell'Unione. Era, per grandezza, il terzo organo di tutta la città ed è tuttora uno dei più antichi fra quelli ancora in uso nelle chiese della riviera.

## Opere conservate

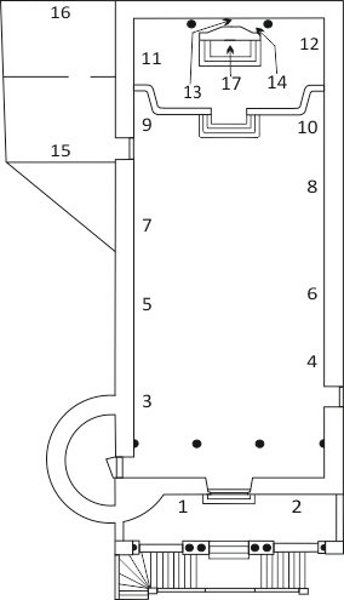
Pianta dell'Oratorio

- 1.San Maurizio (affresco attribuito a Maurizio Carrega)
- 2.San Leonardo (affresco attribuito a Maurizio Carrega)
- 3.Crocifissione di San Pietro (affresco di Tommaso Carrega)
- 4.Prigionia di San Pietro (affresco di Tommaso Carrega)
- 5.Costernazione di Saffira (affresco di Tommaso Carrega)
- 6.San Pietro guarisce gli infermi (affresco di Tommaso Carrega)
- 7.La visione di San Pietro (affresco di Tommaso Carrega)
- 8.San Pietro sulle acque (affresco di Tommaso Carrega)
- 9.Deposizione dalla Croce (pittura ad olio di Maurizio Carrega)
- 10.Incontro con la Veronica (pittura ad olio di Lorenzo De Ferrari)
- 11.Caduta di Simon Mago (affresco di Tomaso Carrega)
- 12.La Vedova Tabita (affresco di Tomaso Carrega)
- 13.Il Cristo Nero (ora collocato davanti affresco n 11)
- 14.Pala dell'Altare Maggiore (pittura ad olio di Francesco Bruno)
- 15.Tobia assistito dalla famiglia e Guarigione di Tobia (due quadri ad olio non attribuiti)
- 16.Coena Domini (pittura ad olio non attribita)
- 17.Altare Maggiore (opera di Giacomo Corbellino)

### Opere pittoriche
All'esterno dell'oratorio, ai lati della porta principale, spiccano due grandi medaglioni affrescati attribuiti a Maurizio Carrega e probabilmente realizzati nel 1802. A destra, sopra la scritta “PERENNIS PATRIÆ GLORIA”, San Leonardo predicatore, attorniato da confratelli in cappa, sorregge un Crocifisso. A sinistra, sulla parete dell'antica torre incorporata nella facciata, San Maurizio è rappresentato a cavallo in armatura rinascimentale sopra al motto “SEMPER PROPUGNATOR”.
Le pareti laterali interne sono affrescate con numerose scene della vita di San Pietro, racchiuse in grandi cornici, intervallate da figure scultoree in chiaroscuro che sono di dimensioni maggiori ai lati dell'altare e ai lati dell'organo. Al di sopra sono dipinti balconi che lasciano intravedere scorci di navate ed archi; sulle balaustre siedono angeli, alcuni dei quali con violini e trombe dorate. Il tutto continua sulla volta con un cielo azzurro, al centro del quale appare San Pietro circondato da angeli festanti.
Lungo la parete di sinistra, a partire dall'entrata principale, si trovano:
- La Crocifissione di San Pietro  che raffigura il santo, con i piedi inchiodati sulla croce capovolta, mentre cerca di alzare il capo per guardare i suoi persecutori.
- La Costernazione di Saffira in cui Saffira, che ha ingannato lo Spirito Santo, sta morendo ai piedi di Pietro e di alcuni cristiani.
- La Visione di San Pietro  dove San Pietro vede scivolare lungo un lenzuolo appeso in cielo un gran numero di animali che un angelo versa da un vaso.
- La Caduta di Simon Mago che ritrae Simon Mago, con il petto sanguinante, le braccia aperte e lo sguardo terrorizzato, mentre precipita nel vuoto dall'alto di un colonnato. Alla scena assistono in basso alcuni personaggi dall'aria sconvolta e, in cima ad una scalinata, i santi Paolo, con le braccia alzate in segno di ammonimento, e Pietro. Lungo la parete di destra, iniziando dall'ingresso, si osservano:
- La Prigionia di San Pietro che rappresenta il santo, in prigione ma libero dalle catene, che guarda l'angelo giunto a liberarlo.
- San Pietro guarisce gli infermi in cui l'apostolo, circondato da ammalati, è raffigurato nell'atto di benedire una donna che gli tende la mano.
- San Pietro sulle acque che ritrae Gesù mentre cammina sulle acque del lago in tempesta per soccorrere Pietro che lo attende in ginocchio.
- La Vedova Tabita dove San Pietro resuscita Tabita, le cui gambe sono piegate, come nell'atto di sedersi, ed il cui braccio sinistro è proteso verso il santo. Il grandioso affresco si estende su tutta la parete destra del presbiterio, di fronte a quello di Simon Mago, di cui rispecchia dimensioni e ricchezza di figure, di particolari architettonici e di colore. Oltre agli affreschi sono presenti i quadri ad olio:
- Deposizione dalla Croce (Maurizio Carrega): una grande tela, situata sopra la porta della sacrestia, dei primi anni dell'Ottocento. Domina la scena il Cristo morto, adagiato sulle ginocchia della Madre, accanto a cui pregano alcune donne. 
Sullo sfondo cupo del Calvario si vede la croce, a cui è appoggiata la scala usata per la Deposizione.
- Incontro con la Veronica (Lorenzo De Ferrari), posto di fronte alla Deposizione, rappresenta Gesù che, curvo e sofferente sotto il peso della croce, incontra la Veronica ed altre pie donne sulla via del Calvario. Alla sinistra si nota la figura del Cireneo che lo aiuta.
Come la Deposizione è di grandi dimensioni (3 x 3m) e raffigura una delle quattordici stazioni della Via Crucis.
L'autore, Lorenzo De Ferrari, noto soprattutto per aver affrescato chiese e palazzi genovesi, rappresentò nell'arte ligure una svolta rispetto al barocco.
- Incoronazione della Vergine, San Pietro e Santa Caterina d'Alessandria (Francesco Bruno), del 1698, serve da pala per l'altare. 
L'autore Francesco Bruno risente dell'influenza di Pietro da Cortona nei volti e nel movimento delle figure.
- Tobia, cieco, assistito dalla famiglia e Guarigione di Tobia sono due tele conservate nei locali della sacrestia.
- Coena Domini (autore sconosciuto) si trova, come i precedenti, nella sacrestia. Questo quadro, di 2 m x 1,50 m, è in cattive condizioni di conservazione e necessita di restauro.
- Santa Caterina V. M. (autore ignoto), piccolo e di forma ovale, è sistemato sulla parete di fronte alla porta laterale. La tela proviene dall'antica chiesa parrocchiale di San Maurizio e in precedenza era la pala dell'altare di Santa Caterina, dell'omonima confraternita maschile pre tridentina.

### Opere scultoree
- Il cosiddetto "Cristo Nero" è un grande crocifisso, oggi collocato in "cornu evangelii". L'opera è stata completamente restaurata nel 2004 in occasione della mostra "la Sacra selva" per "Genova capitale della cultura europea" e ha riacquistato la colorazione originaria policroma dei primi del seicento. Secondo una leggenda tramandata oralmente tra i confratelli, fu trovata nel 1612 sulla spiaggia in zona San Lazzaro; si dice che fu perduta da un'imbarcazione durante una tempesta. Recuperata dalla Confraternita di San Pietro, fu custodita nella vecchia parrocchia in una cappella appositamente edificata.[8] La storia vera del "Cristo" non si conosce. Vi è solo un atto notarile del 1615, in cui si parla "di un ampliamento della cappella in Cornu Evangelii per l'apposizione in loco della grande statua.  Nel 1703 mastro Gio Pietro Ripa di Genova costruì in suo onore un altare. Successivamente, nel 1721 l'altare fu, nuovamente, completamente rifatto nella sua interezza. Il Cristo, l'11 marzo 1837 fu portato nell'oratorio dove è tuttora conservato a seguito della allora prossima demolizione della vecchia parrocchiale. Questo crocifisso è sempre stato oggetto di culto e di grande devozione e considerato miracoloso dalla tradizione popolare, come testimoniato anche dal notaio Giuseppe Bartolomeo Gazo, storico di Porto Maurizio, nei suoi scritti dei primi anni del 1800.

- San Pietro, statua del 1731, intagliata da Giacinto Maggio in legno colorato, è esposta sull'altare. Oggetto di particolare venerazione, viene portata in processione ogni anno nella ricorrenza del 29 giugno.

- Dalla parte opposta si trova la statua di Sant'Antonio, donata da privati come risulta dall'inventario del 1932.

- Angelo orante, un piccolo angelo in marmo bianco inginocchiato su di un basamento quadrangolare,è situato sul lato destro della gradinata dell'altare. Probabilmente è opera del noto scultore ottocentesco Salvatore Revelli di Taggia.
Secondo la tradizione popolare è uno dei pochi reperti rimasti del cimitero del Meriello, l'antico cimitero di Porto Maurizio[9].

### Suppellettili di arte sacra
All'interno della chiesa sono conservati diversi decori e suppellettili:
- Un crocifisso con pellicano, posto nel centro della chiesa su di un inginocchiatoio.
- Un grande crocifisso da processione, ora collocato sulla balaustra destra,
- Una croce da processione in legno nero come la precedente, .situata sulla balaustra sinistra.
- Due reliquiari di legno colorato a forma di busto, rappresentanti Sant'Innocenzo e San Benvenuto, il primo esposto a sinistra della nicchia di San Pietro e il secondo a destra di quella di Sant'Antonio.
- Quattro lampioni da processione in legno, con aste e vetri smerigliati, terminanti con l'emblema di San Pietro.
- Uno stendardo processionale, riprodotto a colori da una antica stampa ottocenteasca
- Uno stendardo grande da processione in damasco rosso che presenta due aste di legno dorato e riporta le effigi di San Pietro, Santa Caterina e della Santissima Trinità.
- Uno stendardo piccolo, con una sola asta in legno, che rappresenta la Madonna del Carmine, le anime del Purgatorio e l'Angelo della Resurrezione.[10]
- Un cartelame[11], rappresentante la deposizione di Cristo dalla croce, realizzato da Tommaso Carrega nel 1780.